# Qaplan I Giray
Qaplan I Giray, född 1678, död 1738, var Krimkhanatets khan 1707–1708, 1713–1715 och 1730–1736.